# Futebol de 5 nos Jogos Paralímpicos de Verão de 2020
As competições de futebol de 5 nos Jogos Paralímpicos de Verão de 2020 foram disputadas entre os dias 29 de agosto e 4 de setembro  no Aomi Urban Sports Venue, em Tóquio.
O futebol de 5 é disputado por duas equipes de 5 jogadores cada. Todos os atletas possuem algum tipo de deficiência visual e usam vendas nos olhos para haver igualdade de condições. Apenas os goleiros têm a visão preservada. A bola possui guizos e cada equipe tem um guia que se posiciona atrás da meta adversária para orientar os jogadores. Apenas o torneio masculino é reconhecido pela IBSA e desde Atenas 2004, o evento faz parte do programa dos Jogos.

## Calendário
| Agosto/Setembro | 27 | 28 | 29 | 30 | 31 | 1 | 2 | 3 | 4 | 5 |
| --------------- | -- | -- | -- | -- | -- | - | - | - | - | - |
| Futebol de 5    |    |    |    |    |    |   |   |   | 1 |   |

|  | Dia de competição |  | Dia de final |

## Qualificação
| Competição                                               | Data                                   | Sede                  | Vagas | Classificados                   |
| -------------------------------------------------------- | -------------------------------------- | --------------------- | ----- | ------------------------------- |
| País-sede                                                |                                        |                       | 1     | JPN Japão                       |
| Campeonato Mundial IBSA de futebol de cinco de 2018      | 5 – 16 de novembro de 2018             | Madrid, Espanha       | 1     | BRA Brasil                      |
| Campeonato IBSA de futebol de cinco das Américas de 2018 | 2 – 10 de junho de 2019                | São Paulo, Brasil     | 1     | ARG Argentina                   |
| Campeonato Asiático de futebol de cinco 2019             | 30 de setembro – 6 de outubro de 2019  | Pattaya, Tailândia    | 2     | CHN China THA Tailândia IRI Irã |
| Campeonato Europeu de futebol de cinco de 2015           | 22 – 29 de Agosto de 2015              | Hereford, Reino Unido | 2     | FRA França ESP Espanha          |
| Campeonato Africano de futebol de cinco de 2015          | 22 de novembro – 1 de dezembro de 2019 | Enugu, Nigéria        | 1     | MAR Marrocos                    |
| Total                                                    |                                        |                       | 8     |                                 |

## Medalhistas
|  | BRA Brasil |  | ARG Argentina |  | MAR Marrocos |
|  | Luan de Lacerda Damião Robson Cássio Lopes Jardiel Vieira Soares Jeferson da Conceição Raimundo Nonato Tiago da Silva Ricardo Alves Gledson da Paixão Matheus Bumussa |  | Darío Lencina Ángel Deldo Carcia Federico Accardi Froilán Padilla Maximiliano Espinillo Marcelo Panizza Brian Pereyra Nicolás Véliz Germán Muleck Nahuel Heredia |  | Samir Bara Houssam Ghilli Imad Berka Elhabib Ait Bajja Zouhair Snisla Kamal Boughlam Said El-Mselek Ayoub Hadimi Abderrazak Hattab Abdellali Ait al Hakem |

## Primeira fase
Todos as partidas seguem o horário de Tóquio (UTC+9).Em 14 de junho de 2021, foram sorteadas as chaves.

### Grupo A
| Equipe     | P | J | V | E | D | GP | GC | SG |
| ---------- | - | - | - | - | - | -- | -- | -- |
| BRA Brasil | 9 | 3 | 3 | 0 | 0 | 11 | 0  | 11 |
| CHN China  | 6 | 3 | 2 | 0 | 1 | 3  | 3  | 0  |
| JPN Japão  | 3 | 3 | 1 | 0 | 2 | 4  | 6  | -2 |
| FRA França | 0 | 3 | 0 | 0 | 3 | 0  | 9  | -9 |

|  | Classificados às semifinais |
|  | Eliminados                  |

| 29 de agosto de 2021 | Japão                                   | 4 - 0     | França | Aomi Urban Sports Park, Tóquio |
| 09:00                | Kuroda 4', 9' · Kawamura 19', 27' (pen) | Relatório |        | Árbitro: BRA Lúcio Morgado     |

| 29 de agosto de 2021 | Brasil                             | 3 - 0     | China | Aomi Urban Sports Park, Tóquio |
| 11:30                | Nonato 15', 36' · Cássio 25' (pen) | Relatório |       | Árbitro: FRA François Carcouët |

| 30 de agosto de 2021 | China           | 1 - 0     | França | Aomi Urban Sports Park, Tóquio |
| 09:00                | Zhu Ruiming 37' | Relatório |        | Árbitro: GBR Stuart Winton     |

| 30 de agosto de 2021 | Brasil                                             | 4 - 0     | Japão | Aomi Urban Sports Park, Tóquio |
| 11:30                | Nonato 5' · Tiago Paraná 25' · Ricardinho 36', 39' | Relatório |       | Árbitro: ARG Germinal Lubrano  |

| 31 de agosto de 2021 | Japão | 0 - 2     | China                | Aomi Urban Sports Park, Tóquio |
| 09:00                |       | Relatório | Zhu Ruiming 12', 18' | Árbitro: FRA François Carcouët |

| 31 de agosto de 2021 | França | 0 - 4     | Brasil                                         | Aomi Urban Sports Park, Tóquio |
| 11:30                |        | Relatório | Nonato 16', 26' (pen) · Vieira Soares 35', 39' | Árbitro: HUN Attila Balint     |

### Grupo B
| Equipe        | P | J | V | E | D | GP | GC | SG |
| ------------- | - | - | - | - | - | -- | -- | -- |
| ARG Argentina | 9 | 3 | 3 | 0 | 0 | 7  | 1  | 6  |
| MAR Marrocos  | 4 | 3 | 1 | 1 | 1 | 4  | 3  | 1  |
| ESP Espanha   | 4 | 3 | 1 | 1 | 1 | 2  | 3  | -1 |
| THA Tailândia | 0 | 3 | 0 | 0 | 3 | 0  | 6  | -6 |

|  | Classificados às semifinais |
|  | Eliminados                  |

| 29 de agosto de 2021 | Argentina         | 2 - 1     | Marrocos  | Aomi Urban Sports Park, Tóquio |
| 16:30                | Espinillo 3', 15' | Relatório | Snisla 9' | Árbitro: HUN Attila Balint     |

| 29 de agosto de 2021 | Espanha    | 1 - 0     | Tailândia | Aomi Urban Sports Park, Tóquio |
| 19:30                | Martin 40' | Relatório |           | Árbitro: JPN Urabe Yasushi     |

| 30 de agosto de 2021 | Tailândia | 0 - 2     | Marrocos       | Aomi Urban Sports Park, Tóquio |
| 16:30                |           | Relatório | Snisla 6', 20' | Árbitro: JPN Kazuo Takagi      |

| 30 de agosto de 2021 | Espanha | 0 - 2     | Argentina         | Aomi Urban Sports Park, Tóquio |
| 19:30                |         | Relatório | Espinillo 8', 40' | Árbitro: BRA Lúcio Morgado     |

| 31 de agosto de 2021 | Argentina                             | 3 - 0     | Tailândia | Aomi Urban Sports Park, Tóquio |
| 16:30                | Espinillo 13' · Deldo 20' · Veliz 38' | Relatório |           | Árbitro: BRA Lúcio Morgado     |

| 31 de agosto de 2021 | Marrocos   | 1 - 1     | Espanha    | Aomi Urban Sports Park, Tóquio |
| 19:30                | Snisla 18' | Relatório | Martin 30' | Árbitro: ARG Germinal Lubrano  |

## Fase de consolação

### Disputa pelo 7º lugar
| 2 de setembro de 2021 | França         | 2 - 3     | Tailândia                  | Aomi Urban Sports Park, Tóquio |
| 09:00                 | Youme 29', 31' | Relatório | Buadee 9' · Kupan 17', 27' | Árbitro: HUN Attila Balint     |

### Disputa pelo 5º lugar
| 2 de setembro de 2021 | Japão      | 1 - 0     | Espanha | Aomi Urban Sports Park, Tóquio |
| 11:30                 | Kuroda 20' | Relatório |         | Árbitro: MEX Rafael Gonzalez   |

## Fase final
|  | Semifinais | Semifinais    | Semifinais |  |  | Final               | Final               | Final               |
|  |            |               |            |  |  |                     |                     |                     |
|  | A2         | CHN China     | 0          |  |  |                     |                     |                     |
|  | B1         | ARG Argentina | 2          |  |  |                     |                     |                     |
|  |            |               |            |  |  | B1                  | ARG Argentina       | 0                   |
|  |            |               |            |  |  | A1                  | BRA Brasil          | 1                   |
|  | A1         | BRA Brasil    | 1          |  |  |                     |                     |                     |
|  | B2         | MAR Marrocos  | 0          |  |  | Disputa pelo bronze | Disputa pelo bronze | Disputa pelo bronze |
|  |            |               |            |  |  | A2                  | CHN China           | 0                   |
|  |            |               |            |  |  | B2                  | MAR Marrocos        | 4                   |

### Semifinais
| 2 de setembro de 2021 | China | 0 - 2     | Argentina          | Aomi Urban Sports Park, Tóquio |
| 16:30                 |       | Relatório | Espinillo 18', 22' | Árbitro: BRA Lúcio Morgado     |

| 2 de setembro de 2021 | Brasil         | 1 - 0     | Marrocos | Aomi Urban Sports Park, Tóquio |
| 19:30                 | Berka 28' (gc) | Relatório |          | Árbitro: FRA François Carcouët |

### Disputa pelo bronze
| 4 de setembro de 2021 | China | 0 - 4     | Marrocos                | Aomi Urban Sports Park, Tóquio |
| 11:30                 |       | Relatório | Snisla 4', 8', 18', 30' | Árbitro: BRA Lúcio Morgado     |

### Final
| 4 de setembro de 2021 | Argentina | 0 - 1     | Brasil     | Aomi Urban Sports Park, Tóquio |
| 17:30                 |           | Relatório | Nonato 33' | Árbitro: FRA François Carcouët |

## Classificação final

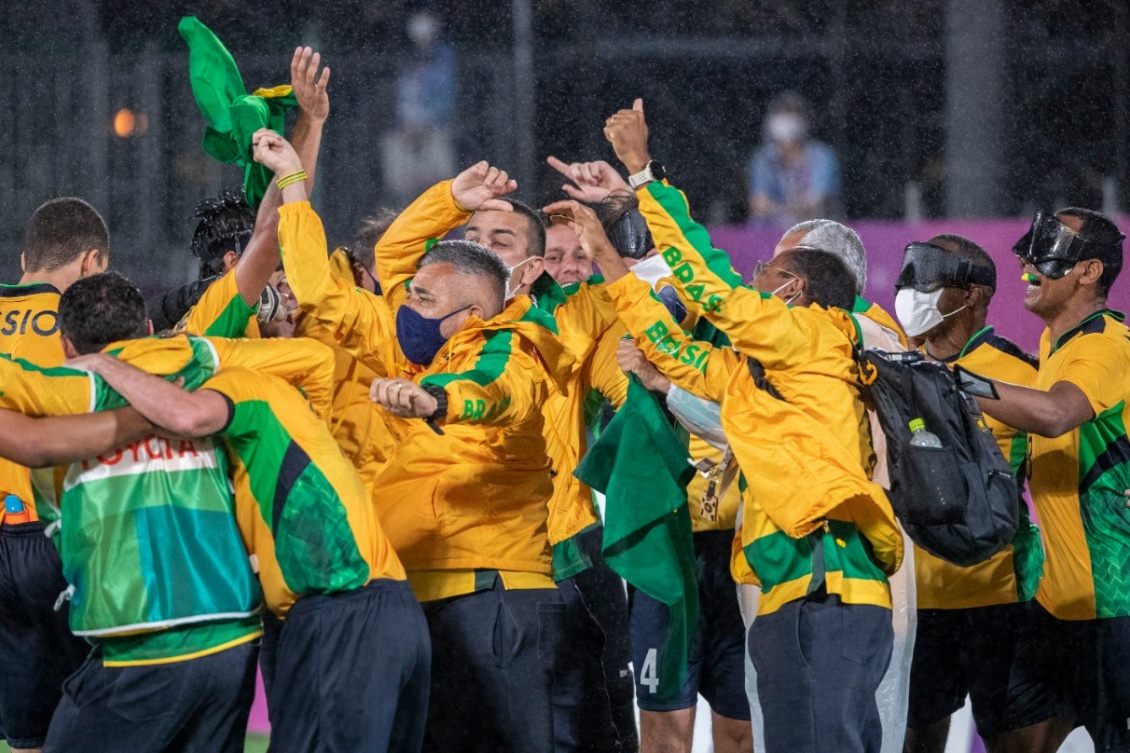
Comemoração da Seleção Brasileira após a conquista da medalha de ouro

| Pos.   | País          |
| ------ | ------------- |
| Ouro   | BRA Brasil    |
| Prata  | ARG Argentina |
| Bronze | MAR Marrocos  |
| 4      | CHN China     |
| 5      | JPN Japão     |
| 6      | ESP Espanha   |
| 7      | THA Tailândia |
| 8      | FRA França    |

| Jogos Paralímpicos de Verão de 2020     |
| --------------------------------------- |
| BRA Brasil Medalha de ouro (5.° título) |